# Mistrzostwa Świata w Półmaratonie 2004
13. Mistrzostwa Świata w Półmaratonie – zawody lekkoatletyczne, które odbyły się 3 października 2004 roku w Nowym Delhi. W imprezie nie brali udziału reprezentanci Polski.
W ramach mistrzostw globu rozegrano także mistrzostwa Azji w półmaratonie.

## Rezultaty

### Mężczyźni
|               | Złoto                                                        | Srebro                                                 | Brąz                                                         |
| Indywidualnie | Paul Kirui 1:02:15                                           | Fabiano Joseph Naasi 1:02:31                           | Abdullah Ahmad Hassan 1:02:36                                |
| Drużynowo     | Kenia · Paul Kirui · John Cheruiyot Korir · Wilson Kiprotich | Etiopia · Solomon Tsige · Alene Emere · Berhanu Addane | Uganda · Wilson Busienei · Martin Toroitich · Joseph Nsubuga |

### Kobiety
|               | Złoto                                                        | Srebro                                                                 | Brąz                                                        |
| Indywidualnie | Sun Yingjie 1:08:40                                          | Lydia Cheromei 1:09:00                                                 | Constantina Diță-Tomescu 1:09:07                            |
| Drużynowo     | Etiopia · Eyerusalem Kuma · Bezunesh Bekele · Teyiba Erkesso | Rumunia · Constantina Diță-Tomescu · Mihaela Botezan · Luminița Talpoș | Rosja · Irina Timofiejewa · Alina Iwanowa · Jelena Burykina |